# Marc Janko
Marc Janko (n. 25 iunie 1983, Viena, Austria) este un fotbalist austriac care joacă pe postul de atacant pentru FC Basel și la echipa națională a Austriei.
Janko este un marcator prolific, lucru demonstrat în special în perioada în care a jucat pentru FC Red Bull Salzburg, unde a marcat 75 de goluri în 108 meciuri, dintre care 39 de goluri în 35 de meciuri în sezonul 2009-10. El este fiul lui Eva Janko, care a câștigat o medalie de bronz la aruncarea suliței la Jocurile Olimpice de Vară din 1968 din Mexic.

## Cariera la club

### Red Bull Salzburg
Janko și-a început cariera la Admira Wacker din Mödling, Austria Inferioară. După ani de succes a venit la Red Bull Salzburg. El a fost unul dintre cei mai importanți jucători pentru echipă, marcând 11 goluri în 10 meciuri până la sfârșitul sezonului 2005-2006.

#### Sezonul 2008-09

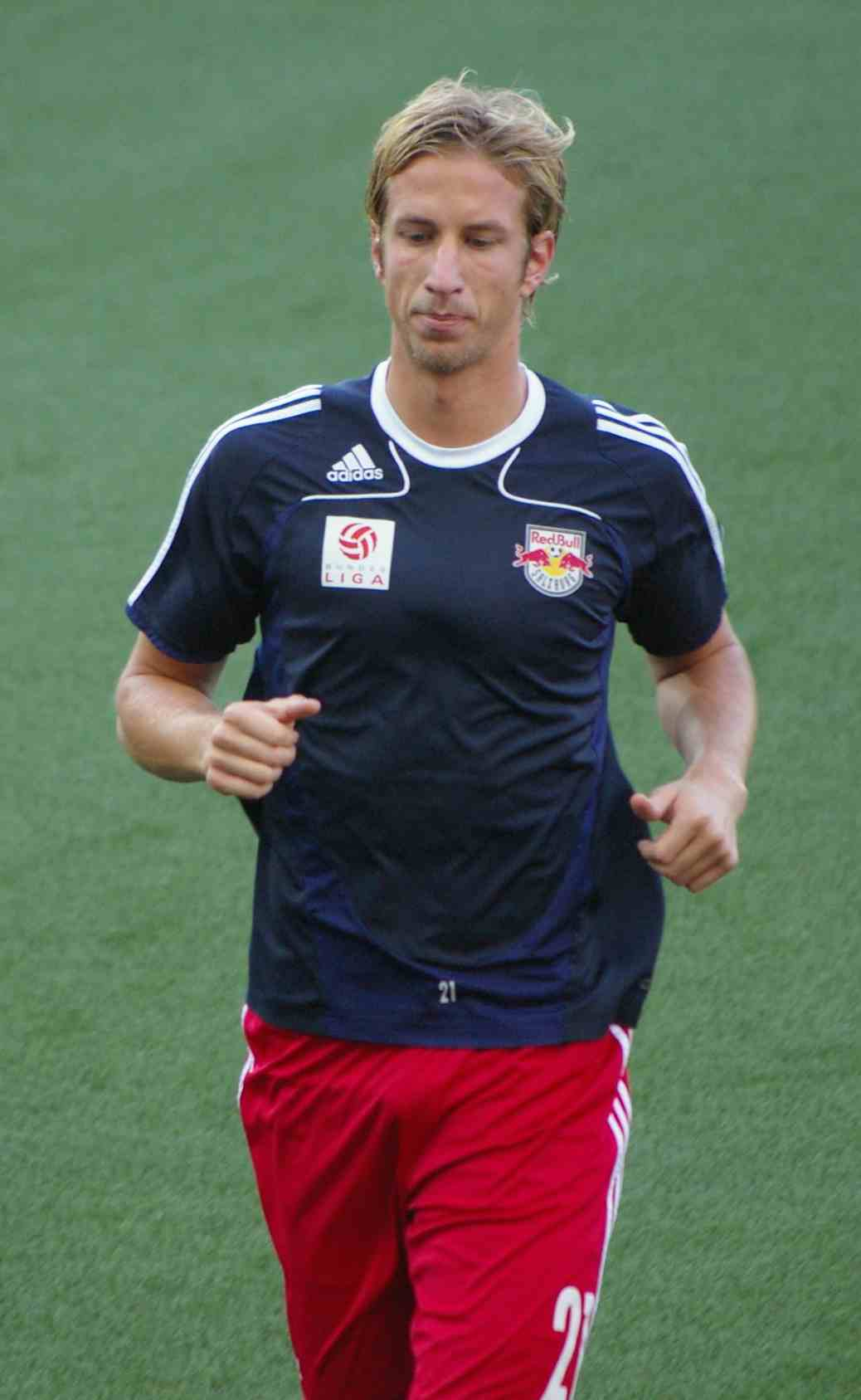
Janko în 2009

A început sezonul 2008-09 marcând 5 goluri în primele 2 meciuri. Pe 16 noiembrie 2008, Janko a devenit jucătorul cu cele mai multe goluri marcate într-un sezon pentru Salzburg. Cu 25 de goluri în mai puțin de o jumătate de sezon, l-a depășit peprecedentul deținător al recordului, Oliver Bierhoff, care a marcat 23 de goluri în sezonul 1990-1991.

### FC Twente
Janko a semnat un contract pe patru ani cu clubul olandez FC Twente pe 21 iunie 2010 și a primit tricoul cu numărul 21, purtat anterior de către compatriotul Marko Arnautović. Twente a plătit celor de la Red Bull Salzburg 7 milioane de euro pentru transferul lui Janko.

#### Sezonul 2010-11
Janko a marcat primul său gol pentru noul său club pe 21 august 2010, într-o victorie cu 3-0 cu Vitesse Arnhem, în al treilea meci din sezonul de Eredivisie. În următorul meci, Janko a oferit o pasă de gol, iar Twente a învins-o pe FC Utrecht cu scorul de 4-0.
Janko a marcat patru goluri pentru Twente într-un meci cu Heracles din 19 ianuarie 2011, câștigat cu 5-0, oferind și o pasă de gol lui Luuk de Jong. Pe 23 ianuarie, Janko a marcat ambele goluri pentru Twente în meciul cu FC Groningen, câștigat cu scorul de 2-1. Pe 8 mai 2011, Janko a marcat golul victoriei în minutul 117 din finala Cupei Olandei împotriva lui Ajax, scor 3-2.

#### Sezonul 2011-12
În Supercupa Olandei din 30 iulie 2011, Janko a marcat din unsprezece metri, partidă în care Twente a învins-o pe Ajax cu 2-1. În primul meci al sezonului de Eredivisie 2011-2012, Janko a marcat singurul gol al jocului câștigat de Twente cu NAC Breda.

### FC Porto
Pe 30 ianuarie 2012, s-a anunțat că Janko va semna cu Porto. Pe 31 ianuarie, Janko a fost prezentat oficial la Porto și a primit tricoul cu numărul 29, semnțnd un contract în valoare de 3 milioane de euro până în iunie 2015. Pe 5 februarie 2012, el a marcat primul său gol pentru Porto împotriva Vitória Setúbal din Taça de Portugal, Porto câștigând meciul cu 2-0. La FC Porto Janko a fost rar folosit și a fost vândut la Trabzonspor.

### Trabzonspor
Pe 28 august 2012, după doar o jumătate de an la Porto, a semnat cu clubul turc Trabzonspor, suma de transfer fiind  de 2,4 milioane de euro. Și-a făcut debutul pentru club, cinci zile mai târziu, înlocuindu-l pe Paulo Henrique în a doua repriză în meciul pierdut cu 0-1 la Gaziantepspor. Janko a marcat primul său gol pentru Trabzonspor pe 19 noiembrie 2012, deschizând scorul în victoria cu 2-1 asupra Orduspor.

## Legături externe
- Site oficial Marc Janko
- Marc Janko – pe site-ul UEFA
- Profil la Red Bulls Salzburg
- Marc Janko pe site-ul National-Football-Teams.com